# UTC−8
UTC −8:00 é o fuso onde o horário local é contado a partir de menos oito horas em relação ao horário do Meridiano de Greenwich.
Longitude ao meio: 120º 00' 00" O

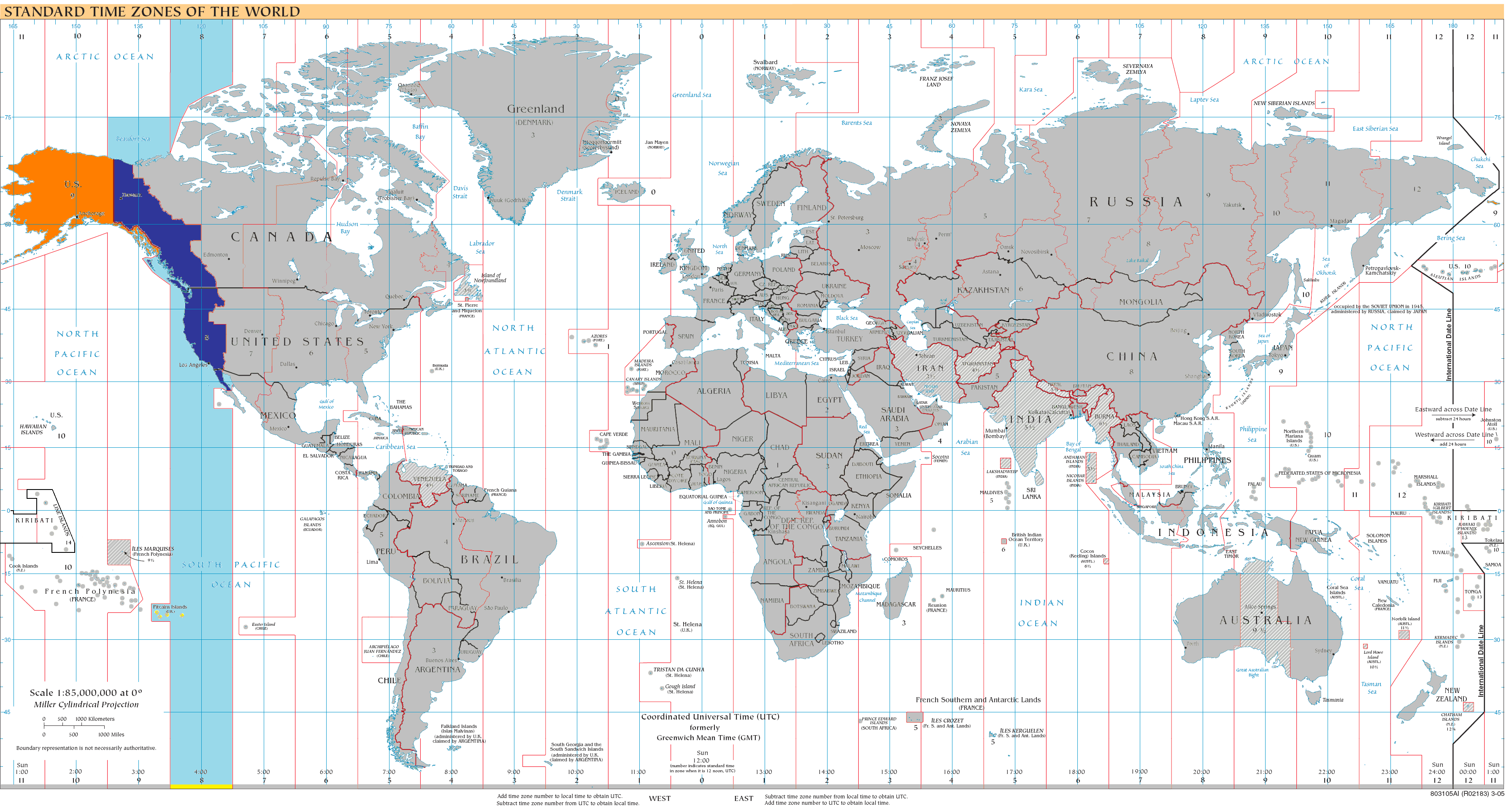
Mapa de 2008contendo as variações de tempo de acordo com a longitude, com a UTC-8:00 em destaque.

Nos Estados Unidos é conhecido como Horário de Los Ángeles ou PST - Pacific Standard Time.
Este fuso horário é usado por:

## Hora padrão (o ano todo)
- França:
  -  Clipperton
- Reino Unido:
  -  Pitcairn

## Horário padrão (no inverno do hemisfério norte)
- Canadá:
  -  Colúmbia Britânica
  -  Yukon
- Estados Unidos:
  -  Califórnia
  -  Idaho (norte)
  -  Nevada
  -  Oregon
  -  Washington
- México:[1]
  -  Baixa Califórnia

## Horário de verão (no hemisfério norte)
- Estados Unidos:
  -  Alasca (exceto nas Ilhas Aleutas)